# Val d'Entraunes
Le val d'Entraunes est une entité géographique et humaine située dans le département des Alpes-Maritimes et la région Provence-Alpes-Côte d'Azur.
L'entité comprend les quatre communes amont de la haute vallée du Var au Nord de Guillaumes et de Sauze. À savoir, du nord au sud, Entraunes où se trouvent les sources du fleuve Var, Saint-Martin-d'Entraunes, Villeneuve-d'Entraunes et Châteauneuf-d'Entraunes.

## Histoire
L'histoire du val d'Entraunes a été traitée dans la rubrique « Histoire » de l'article Entraunes auquel on pourra très utilement se reporter.

## Géographie
La géographie du val d'Entraunes a été traitée pour partie dans la rubrique « Géographie » de l'article Entraunes auquel on pourra utilement se reporter.

| Nom                      | Code Insee | Intercommunalité | Superficie (km2) | Population (dernière pop. légale) | Densité (hab./km2) |
| ------------------------ | ---------- | ---------------- | ---------------- | --------------------------------- | ------------------ |
| Châteauneuf-d'Entraunes  | 06040      | CC Alpes d'Azur  | 29,91            | 63 (2022)                         | 2,1                |
| Entraunes                | 06056      | CC Alpes d'Azur  | 81,45            | 130 (2022)                        | 1,6                |
| Saint-Martin-d'Entraunes | 06125      | CC Alpes d'Azur  | 40,05            | 146 (2022)                        | 3,6                |
| Villeneuve-d'Entraunes   | 06160      | CC Alpes d'Azur  | 28,2             | 87 (2022)                         | 3,1                |